# Сан-Мигелито
Сан-Мигелито (исп. San Miguelito) — город и округ, расположенный на территории провинции Панама (Панама). Входит в Панамскую агломерацию (Panama City Metropolitan Area). Размеры города и округа совпадают. Является анклавом другого округа — Панама.

## География
Площадь округа — 50 км². Население округа — 315 019 человек (2010 год). Создан 23 июня 1960 года.
Состоит из 9 общин (Corregimientos). Главная община — Белисарио Поррас.